# Felicissimo Cocino
Felicissimo Cocino, al secolo Placido (Cortemilia, 1816 – Shapa, 27 febbraio 1878), è stato un missionario e vescovo cattolico italiano.

## Biografia
Nacque a Cortemilia e fu battezzato con il nome di Placido. Entrò nei frati cappuccini e divenne presbitero, assumendo il nome di padre Felicissimo da Cortemilia.
Fu uno dei tre compagni che seguirono Guglielmo Massaia nella sua missione in Etiopia. Il suo arrivo fu sollecitato dal Massaia, mentre il padre Felicissimo era ancora in collegio al convento del Monte di Torino in attesa di passare l'esame, sebbene avesse da alcuni anni terminato gli studi. Il Massaia nel 1846 in una lettera spedita da Alessandria d'Egitto al cardinale Giacomo Filippo Fransoni lo definisce schiettamente «persona non di straordinario talento, ma di una volontà, e sanità straordinaria - d'altronde una persona, che io conosco da molti anni, e che brama ardentemente di venire con me».
Raggiunse la missione al Cairo nel luglio del 1846, recando la notizia dell'elezione di papa Pio IX e un lascito testamentario del defunto papa Gregorio XVI.
Da Massaua il padre Felicissimo fu inviato verso lo Scioà, e di là si era inoltrato verso nord fino a Tebda-Mariam. Fu espulso da questo luogo e tornò a Massaua in cerca del padre Massaia, che però era partito temporaneamente per l'Europa. Allora riprese la via dell'interno per andare incontro al padre Massaia, che cercava di tornare in Etiopia risalendo il Nilo. Giunto presso Gondar fu denunciato da alcune spie e fu tenuto prigioniero per due mesi. Fu liberato per l'intervento di Degiac Ubiè, capo del Tigrè, ma obbligato a fare ritorno a Massaua, da dove poi ripartì per incontrare il padre Massaia ad Asandabo.
Nel novembre del 1853 fu destinato da Guglielmo Massaia alle missioni in Limmu Ennaria, seppe accattivarsi il favore del re di Limmu Ennaria, Abba Baghibo, che era favorevole agli europei. Dopo un anno aveva suscitato numerosi conversioni fra i mercanti abissini che risiedevano in Ennerea, che a loro volta facevano proseliti fra i pagani. A Saca la Messa veniva celebrata con qualche solennità e si faceva catechismo alla popolazione locale, ma anche ai Nonno-Billò, etnia confinante che era stata sottomessa dai Limmu Ennaria.
Il 18 dicembre 1855 Guglielmo Massaia aveva preventivamente ricevuto la facoltà di nominare suo vescovo coadiutore un presbitero di sua scelta e di potergli assegnare la sede titolare del Marocco. Nel 1859 la scelta ricadde sul padre Felicissimo, che inizialmente si schermì, reputandosi indegno dell'onore. Il padre Massaia seppe convincerlo perché non si trattava di un onore: circondati com'erano dalla povertà, celebravano messa in capanne di paglia con paramenti cuciti alla bell'e meglio da loro stessi. La consacrazione ebbe luogo il 3 maggio 1859 a Saca.
Il 16 febbraio 1873 rinunciò all'incarico di coadiutore del vicario apostolico.
Morì di stenti il 27 febbraio 1878 a Shapa (in italiano chiamata Sciappe) durante la persecuzione anticattolica ordita dal tato (titolo di un re locale nell'ambito dell'antico Regno di Kaffa) Kamo. La località di Sciappe Mariam, con una piccola chiesetta, era stata fondata nel 1860 da Guglielmo Massaia. Qui ebbe una semplice sepoltura, con una croce di legno, accanto a quella del prete indigeno padre Michele Hailù.

## Genealogia episcopale
La genealogia episcopale è:
- Cardinale Scipione Rebiba
- Cardinale Giulio Antonio Santori
- Cardinale Girolamo Bernerio, O.P.
- Arcivescovo Galeazzo Sanvitale
- Cardinale Ludovico Ludovisi
- Cardinale Luigi Caetani
- Cardinale Ulderico Carpegna
- Cardinale Paluzzo Paluzzi Altieri degli Albertoni
- Papa Benedetto XIII
- Papa Benedetto XIV
- Papa Clemente XIII
- Cardinale Bernardino Giraud
- Cardinale Alessandro Mattei
- Cardinale Pietro Francesco Galleffi
- Cardinale Giacomo Filippo Fransoni
- Cardinale Guglielmo Massaia, O.F.M.Cap.
- Vescovo Felicissimo Cocino, O.F.M.Cap.